# N630 (België)
De N630 is een gewestweg die de N637 met de A604 (Luiksesteenweg) verbindt in de Belgische gemeente Awans. De route is ongeveer 3 kilometer lang en bestaat tegenwoordig uit een U-vorm qua ligging. Oorspronkelijk was de route nog een kilometer langer maar wegens uitbreiding van het vliegveld Liege Airport is dit stuk weg verdwenen. Het stuk lag tussen rotonde met de A604 en N630d en de N637 ten westen van het vliegveld. De kruising met de N637 bevond zich op de plek waar nu een flauwe bocht in de N637 zit.

## N630-varianten
Rond de N630 zijn er verschillende verbindingsstukken aangelegd die ieder een eigen nummer hebben gekregen. Deze nummers zijn niet op de weg zelf zichtbaar.

### N630a
De N630a is een aftakking van de N630 bij Hollogne-aux-Pierres. De weg verbindt het dorp met de N630 en heeft een lengte van ongeveer 500 meter.

### N630b
De N630b is een verbindingsweg die de N630 verbindt met de op- en afrit aan de zuidoostzijde van de A15. De weg heeft als straatnaam Rue Diérain Patar. De route heeft een lengte van ongeveer 700 meter.

### N630c
De N630c is een verbindingsweg die de N630 verbindt met de op- en afrit aan de noordwestzijde van de A15. De weg heeft als straatnaam Rue de l'Aéroport en heeft een lengte van ongeveer 500 meter.

### N630d
De N630d is een verbindingsweg die de rotonde waarop de A604 en N630 uitkomen met de N637 (Luiksesteenweg) verbindt in de Belgische gemeente Awans. De weg heeft als straatnaam Rue Valise en heeft een lengte van ongeveer 500 meter.